# 毛利润
毛利（英語：Gross profit），也称毛利润，是商业会计中销售收入扣除主营业务的直接成本后的部分。
毛利率或毛利润率是指毛利润除以销售收入，这是衡量企业盈利趋势的主要指标。
计算毛利润时，不考虑企业的管理费用、财务费用、销售费用、纳税等。会计期内未售出的库存产品的成本不能计入毛利润的计算公式。
從銷售到盈餘的幾種計算方式如下：
（或) = （或) - (顧客折扣 + 退回 + 折讓)
 = （或) - 營業成本（或）
 =  - 營業費用 
息稅前利潤 =  + （即營業外收入 - 營業外支出）
 = 息稅前利潤 - 利息支出 - 稅 =  - 稅 
即：
 =  - 營業成本  - 營業費用 +  - 利息支出 - 稅 